# Représentation de Mahomet

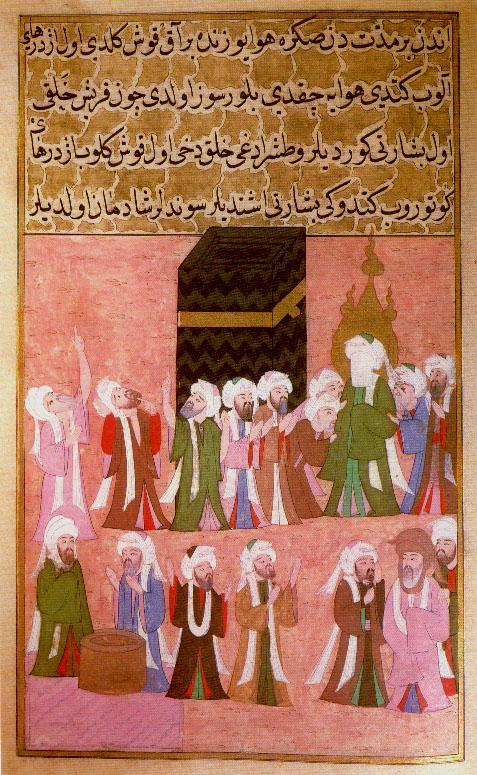
Mahomet à la Ka'ba. Peinture du Siyar-i Nabi, Istanbul, vers 1595. Comme souvent à partir du XV, le visage de Mahomet est couvert d'un voile.

Il existe diverses représentations de Mahomet, à la fois dans les mondes islamique et occidental, tant anciennes que contemporaines. Leur existence, intimement liée à celle de la représentation figurée dans un contexte musulman, est toutefois source d'importants débats : peut-on représenter le prophète de l'islam ? Si non, pourquoi ? Si oui, comment ?
Depuis 2005 et l'affaire des caricatures de Mahomet du journal Jyllands-Posten, plusieurs publications des caricatures de Mahomet ont déclenché des réactions violentes, allant jusqu'à l'homicide, et donnant à cette question une dimension dramatique.

## Dans les textes musulmans
La représentation de Mahomet est intimement liée, dans l'histoire, à celle de la représentation figurée dans son ensemble. Malgré quelques positions favorables à l'image, notamment de la part de personnages muʿtazilites aux IXe et Xe siècles, un consensus semble se faire, à la fois chez les sunnites et les chiites, en faveur d'une non-représentation dans les lieux de prière de la figure humaine et animale, et donc, à celle du Prophète. Cette réticence vis-à-vis de l'image résulte d'une extrapolation d'un verset du Coran décrivant comme une abomination les « pierres dressées » (ansab), susceptibles de représenter des idoles et de favoriser le polythéisme. Et surtout, elle est justifiée par certains hadîths jugeant la représentation de la figure humaine impure car elle détourne l'attention lors des prières, immodeste car elle revient à se prétendre l'égal du Créateur, et favorable à la pratique de l'idolâtrie. Des nuances d'interprétation existent toutefois entre les différents théologiens ainsi qu'en fonction des époques.
À des époques plus récentes, cette question a été revivifiée par la naissance de nouvelles idéologies religieuses, comme le wahhabisme au XVIIIe siècle, et l'irruption, à partir du XIXe siècle, des nouvelles techniques de l'image : photographie, puis cinéma et autres modes de captation et diffusion d'images en mouvement.
Le wahhabisme, très fermement opposé au mysticisme soufi, contempteur du culte des saints est généralement considéré comme une idéologie religieuse rigoriste, déterminée à appliquer les textes saints de manière littérale. Le fondateur de la doctrine wahhabite, Ibn Abd al-Wahhab, s'oppose fermement à toute pratique de l'image dans son Livre de l'unicité : « Dès que vous vous trouvez face à une image, il faut la détruire ». En Arabie saoudite, un recueil de fatwas publié en 1988 par le grand mufti Abd al-Aziz ibn Baz indique que la photographie est interdite.

« La représentation de tout ce qui a une âme, que ce soit un homme ou un animal, est interdite, que ce soit par le biais du dessin, sur tissu, par les couleurs ou la caméra ou tout autre instrument [...] et ceci en vertu de la majorité des hadiths qui en indiquent l'interdiction. »

En dehors de cette doctrine ultra-orthodoxe, la plupart des théologiens, aux XIXe et XXe siècles, ont adouci la position initiale sur l'image. Certains réformateurs, comme l’Égyptien Muhammad ʿAbduh, se sont positionnés dès le début du XXe siècle largement en faveur de la représentation figurée. D'autres sont restés plus mesurés. De manière générale, la photographie a été acceptée, étant considérée comme un moyen mécanique de reproduction du monde, à l'instar d'un miroir. La même évolution est sensible en pays chiite. La pratique artistique étant néanmoins considérée souvent comme un luxe et un élément occidental, elle fait également l'objet de reproches et de méfiance de la part de radicaux comme Muhammad Qutb, un membre de l'organisation des frères musulmans, auteur en 1981 de La jâhiliyya au XXe siècle.
Dans tous ces cas de figure, dans le Coran et les hadîths, la figure de Mahomet n'est pas distincte des considérations générales sur la représentation de la figure humaine dans son ensemble. Si elle constitue un interdit chez de nombreux sunnites, les chiites portent généralement un regard plus positif sur la représentation de Mahomet, bien que de nombreux théologiens en condamnent la détention par un musulman dans des fatwas contemporaines. À l'inverse, une autre fatwa émise par le plus haut représentant de l’islam aux États-Unis a considéré que « la représentation du prophète n’est pas interdite, même si les musulmans ne le font pas ».

## Dans les pays musulmans

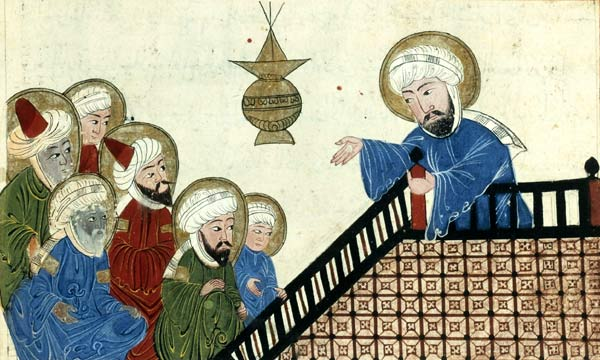
Représentation de Mahomet dans un manuscrit des Signes restants des siècles passés d'Al-Biruni. XVIIe siècle, copie d’un manuscrit du XIVe siècle.

L'impact du consensus général des religieux sur l'interdiction de représenter la figure humaine a été, dans les temps anciens, assez limité. Si l'espace religieux (mosquée, Coran) est toujours aniconique, on note l'existence de nombreuses représentations de personnages et d'animaux dans les peintures de manuscrits ou murales, sur des objets de métal, de céramique, de verre, d'ivoire, etc.
En ce qui concerne plus spécifiquement la représentation de Mahomet, il s'agit, avant le XIXe siècle, essentiellement de peintures présentes dans des livres. Ces livres peuvent avoir un caractère para-religieux (vie de Mahomet, histoire du miraj), historique (histoire universelle) ou poétique (khamseh de Nizami, par exemple). Ils sont produits en Iran, en Irak, en Inde, dans l'Empire Ottoman. Mahomet est systématiquement représenté auréolé de flammes, comme de manière plus générale les personnages religieux. Jusqu'au XVIe siècle, il est possible d'en avoir des représentations complètes, le visage visible ; mais dès le XVe siècle, les artistes ont de plus en plus tendance à voiler le visage ou à le laisser sans peinture. La prépondérance de l'Iran dans la production de ces peintures mettant en scène Mahomet n'est pas à rechercher dans une particularité chiite : ces représentations existent avant que le chiisme ne devienne prépondérant en Iran, au XVIe siècle, et les préconisations scriptuaires sont les mêmes dans le chiisme et dans le sunnisme. Parfois, la figure de Mahomet n'est qu'évoquée par des signes : empreintes de pas, flamme (en particulier dans les peintures du Cachemire), présence de Bouraq dans le miraj, simple mention de son nom.
Les XIXe et XXe siècles ont vu apparaître de nouvelles images : des représentations plus publiques que celles de manuscrits, comme la fresque du mausolée d'Harun-e Velayat à Isfahan, ou des posters chiites. L'un des plus célèbres est celui, apparu dans les années 1980 ou 1990, qui reprend une photographie érotique prise en Tunisie par les photographes Lehnert et Landrock.
En ce qui concerne le cinéma, la représentation du Prophète semble avoir été un tabou. S. Naef rapporte qu'en 1926, sur des pressions politiques, un film a été ainsi annulé. Le film Le Message, tourné en 1976-1977 en deux versions, une anglaise, une arabe, raconte la vie de Mahomet sans jamais le montrer ou le faire entendre. Le film a néanmoins donné lieu à une vaste polémique. D'autres films et dessins animés relatant la vie du Prophète utilisent également le principe de caméra subjective pour ne pas montrer le personnage à l'écran.

## En dehors des pays musulmans

### Représentations négatives ou critiques en Occident

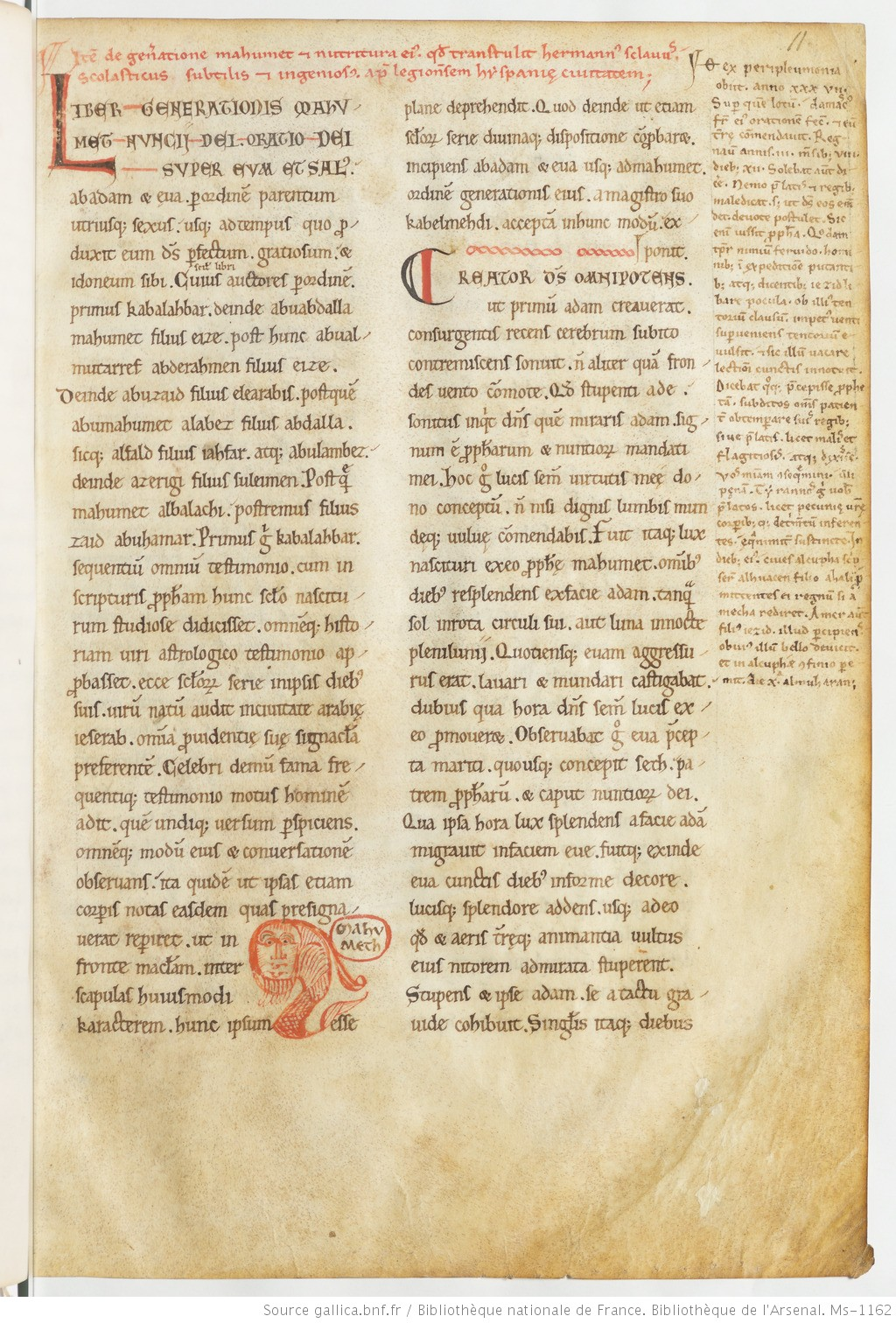
Caricature de Mahomet en poisson dans la première traduction du Coran en latin (vers 1141-1143).

En Occident, une représentation de Mahomet est attestée dès le XIIe siècle : une caricature de Mahomet sous la forme d'un poisson se trouve dans la traduction du Coran en latin commandée par Pierre le Vénérable datée de 1141-1143,. Les images médiévales représentent aussi parfois Mahomet sous la forme d'une statue idolâtrée par des païens, la religion musulmane étant souvent décrite comme une forme de paganisme semblable aux religions polythéistes antiques ; le mot-même de « mahomet » (et ses variantes) peut parfois être utilisé comme un nom commun pour désigner une idole. Cette représentation, que l'on trouve encore en 1818 dans le Tableau des croisades pour la conquête de la Terre-Sainte d'Antoine Caillot, est sans doute à l'origine des idoles de Mahomet présentes dans les fêtes populaires de certaines villes espagnoles jusqu'au milieu du XXe siècle.
Des représentations plus narratives apparaissent également dans des manuscrits du Moyen Âge, comme la seconde traduction par Laurent de Premierfait du Cas des nobles hommes et femmes de Boccace, datant de 1409. Sur une version conservée à la Bibliothèque Nationale de France, au folio 243r., on voit ainsi une vignette de Mahomet prêchant. L'image accompagne un texte décrivant les supercheries du prophète de l'islam, qui aurait attiré une colombe en mettant des graines dans son oreille pour faire croire que le Saint-Esprit lui parlait. Des images similaires apparaissent dans d'autres copies du même texte. La mort de Mahomet, dévoré par des porcs, peut aussi être mise en scène, comme dans un manuscrit du Fall or Princes de John Lydgate, traduction du même texte de Boccace, conservé à la British Library.
La Divine Comédie de Dante met également en scène Mahomet, châtié au sein de l'Enfer :

« Jamais tonneau fuyant par sa barre ou sa douve 
 ne fut troué comme je vis un ombre, 
 ouverte du menton jusqu'au trou qui pète. 
Ses boyaux pendaient entre ses jambes ; 
 on voyait les poumons, et le sac affreux
 qui fabrique la merde avec ce qu'on avale.
 Tandis que je m'attache tout entier à le voir, 
 il me regarde et s'ouvre la poitrine avec les mains, 
 disant : "Vois comme je me déchire : 
 vois Mahomet comme il est estropié. »

— Dante, L'Enfer, chant XXXVIII, v. 22-31

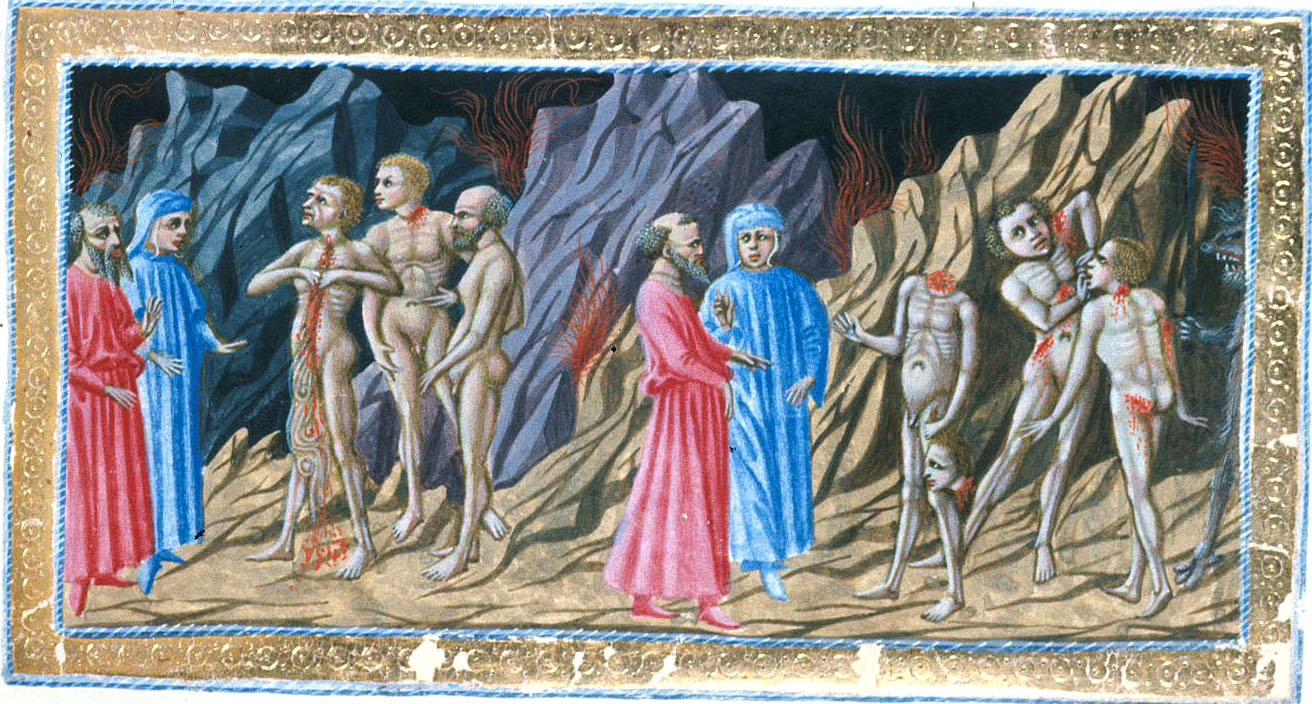
Le Châtiment de Mahomet (à gauche) dans un manuscrit de la Divine Comédie de Dante illustré par Priamo della Quercia entre 1442 et 1450. Londres, British Library, YT 36, fol. 51 (notice).

Cette description du châtiment infernal de Mahomet a plusieurs fois été représentée, dès le XIVe siècle dans des manuscrits et jusqu'aux XIXe et XXe siècles par des artistes comme Gustave Doré, William Blake ou Salvador Dalí
À partir du XVIe siècle, la figure de Mahomet est fréquemment associée à deux concepts : les querelles religieuses liées à la Réforme protestante et l'empire turc ottomans. Ainsi, dans un almanach publié à Paris en 1687, sont représentés côte à côte en Enfer Calvin et Mahomet, celui-ci étant sur la page en vis à vis, menacé de son épée par le pacha ottoman de Buda (actuelle Budapest). Le Prophète de l'islam n'est pas utilisé comme repoussoir seulement par des catholiques : les protestants s'en servent pareillement pour s'oppose aux doctrines papistes : ainsi le pape et Mahomet couronnent-ils un Arbre des hérésies gravé au XVIIe siècle. Les iconographies médiévales des « faux miracles » continuent d'être convoquées pour fustiger le « prophète des Turcs », par les frères de Bry ou Casper Luyken

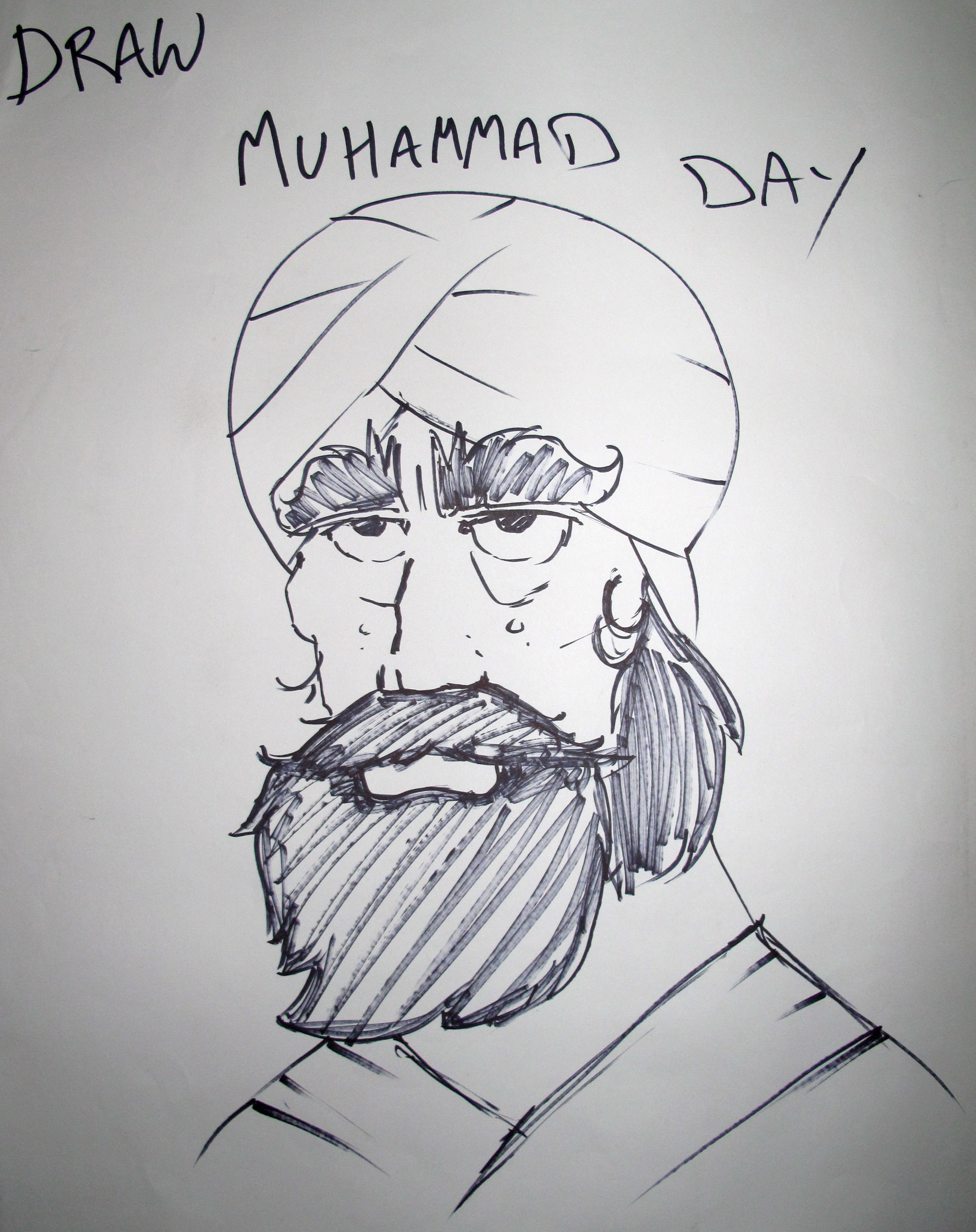
Dessin représentant Mahomet dans le cadre de Everybody Draw Mohammed Day (2010).

Au début du XXIe siècle, Mahomet est notamment caricaturé par le Jyllands-Posten en 2007. Ces dessins et d'autres caricatures de Mahomet ont été publiées à plusieurs reprises par Charlie Hebdo. Son numéro 1178, qui détient le record de nombre d'exemplaires vendus d'un journal en France, affiche en une une caricature de Mahomet par Luz. Mais d'autres représentations négatives du prophète de l'islam, ne prétendant pas à l'humour, subsistent également dans certains milieux religieux, comme dans certains mouvements évangéliques aux États-Unis : en témoigne, par exemple, la bande dessinée The Prophet par Jack Chick, qui considère que le catholicisme romain, oeuvre du diable, a créé l'islam pour mieux persécuter les vrais chrétiens.

### Représentations neutres ou positives en Occident
La pratique de la représentation de Mahomet n'est cependant pas toujours négative en dehors des contextes musulmans. Dès le XVIe siècle, une iconographie plus positive voit le jour en Europe. Mahomet est notamment convoqué dans le cadre de la querelle autour de l'immaculée conception. Un hadith rapporté par al-Bukhari et Muslim énonce ainsi une parole du Prophète : « Satan touche chaque fils d'Adam le jour où sa mère lui donne naissance, à l'exception de Marie et de son fils ». Celle-ci résonne comme une formulation du dogme de l'immaculée conception aux oreilles de ses partisans ; des peintres comme Nikola Bralič (retable de 1518, connu par une copie de Michele Luposignoli daté 1727), Francesco Signorelli (1524) ou Durante Nobili (1546) n'hésitent ainsi pas à figurer Mahomet sur des retables, aux pieds de la Vierge.
Avec les Lumières, l'image de Mahomet se débarrasse d'une partie des légendes dont le Moyen Âge chrétien l'avait affublé. Alors que le discours intellectuel se déchristianise, plusieurs philosophes font du prophète de l'islam un grand homme de l'histoire universel et un réformateur ayant combattu la toute puissance de l’Église. Si la pièce de Voltaire Le fanatisme de Mahomet le prophète véhicule encore une image largement négative, la pensée de son auteur évolue par la suite : dans l' Essai sur les mœurs et l'esprit des nations (1757), Mahomet est comparé à Alexandre et célébré pour son œuvre législative, bien que toujours considéré comme un imposteur : la religion aurait été un outil de gouvernement et de mobilisation du peuple entre ses mains. Dans les images, comme par exemple dans le frontispice de la Vie de Mahomed par Henri de Boulainvilliers (1731), il est représenté vêtu à la mode ottomane. La scène de la destruction des idoles est particulièrement appréciée.
Après la vogue orientaliste du XIXe siècle, cette image positive s'accentue, tandis que Bonaparte le prend comme un modèle de conquérant, que les auteurs romantiques, comme Goethe, célèbrent la poésie du Coran, et que plusieurs auteurs juifs se servent de sa figure pour promouvoir des réformes dans leur propre religion. Mahomet est de moins un moins considéré comme un imposteur, mais souvent comme un être exalté. Eugène Delacroix, dans une esquisse conservée au musée du Louvre pour le plafond de la bibliothèque du palais-Bourbon, en donne une image quelque peu ambiguë, mais apaisée : assis dans une position méditative, le Prophète — si c'est bien lui — est visité par l'ange Gabriel.

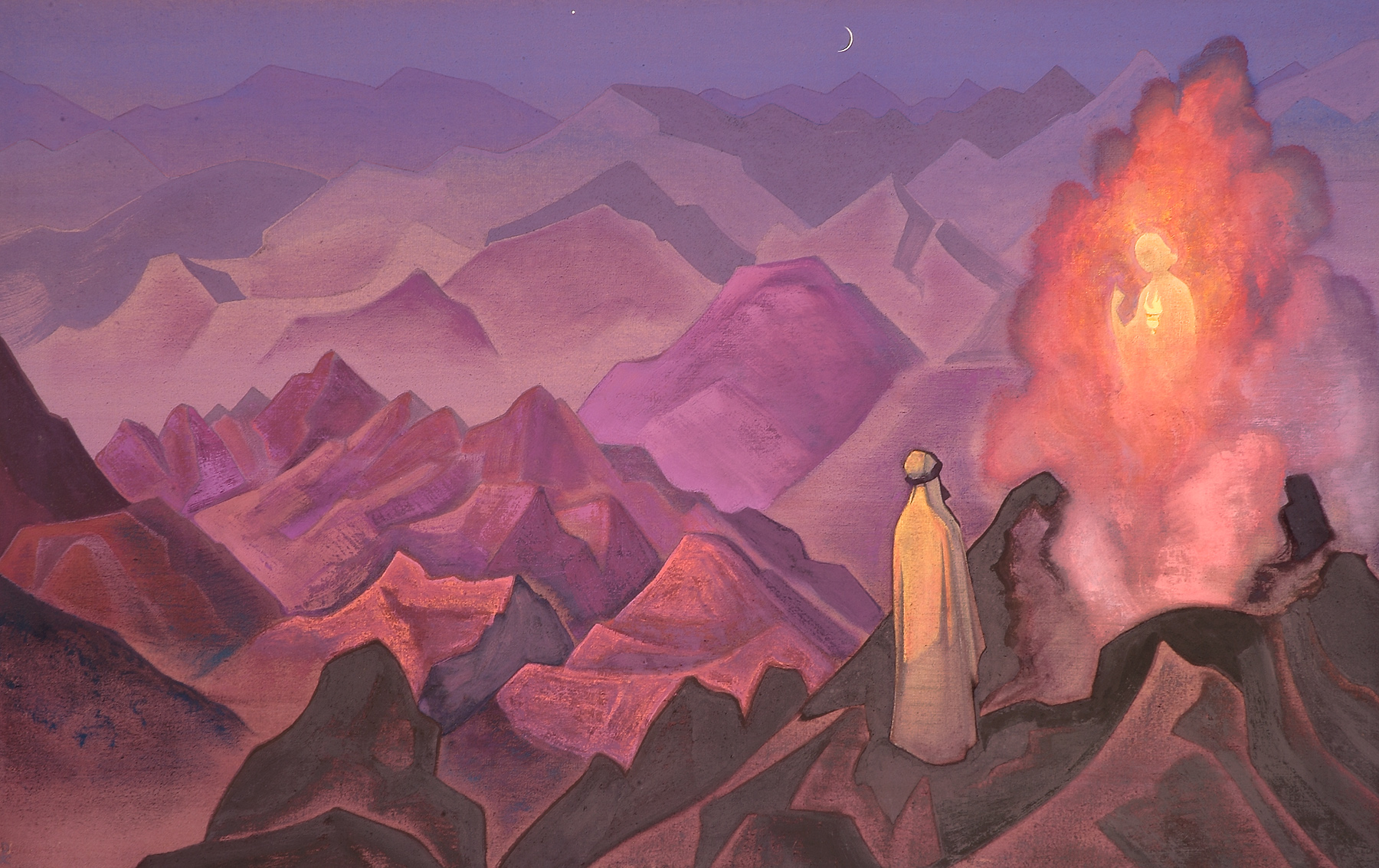
Nicholas Roerich, Mahomet le prophète, 1925

Avec l'aventure coloniale, les puissances européennes deviennent des puissances musulmanes. Mahomet ne peut plus être ignoré ; il est instrumentalisé dans la politique coloniale. Ainsi, dans la première moitié du XXe siècle, Louis Bouquet le représente sur un trône devant un mihrab et une architecture pseudo-orientale, visité par Gabriel, dans le salon du ministre Paul Reynaud. Il prend place au milieu d'autres personnalités arabes : philosophes, scientifiques et artistes, au sein d'une fresque rendant hommage à la contribution du continent africain à la civilisation universelle - universalisme qu'incarne la puissance colonisatrice qu'est la France. Mahomet, qui avait un temps été vu davantage sous son aspect politique que religieux, reprend un habit avant tout prophétique et religieux, qui transparaît encore plus dans la représentation toute spirituelle qu'en donne le peintre russe Nicolas Roerich en 1925.
Même neutres ou mélioratives, les représentations de Mahomet donnent désormais lieu à polémique, comme l'a montré l'interdiction du magazine Historia dans plusieurs pays moyen-orientaux en 2007, en raison de l'illustration d'un article par une image de Mahomet.